# Karin Thaler
Karin Thaler (ur. 1965 w Deggendorfie) – niemiecka aktorka.

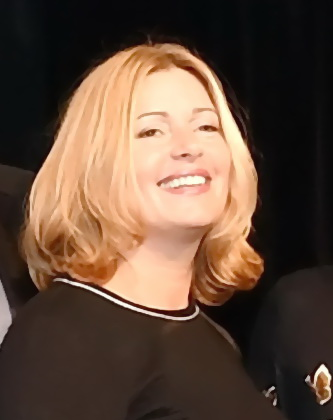
Karin Thaler, 2017

## Seriale telewizyjne
- Die Rosenheim-Cops, od 2002, jako Marie Hofer
- Hubert und Staller jako patolog Anja Licht, odcinki 1-104
- Doktor z alpejskiej wioski jako dwie osoby, 1994–1996 i 2008

## Baśnie
- Stoliczku, nakryj się jako  Imme, matka Lotty